# Festival muzičkog dokumentarnog filma Dok'n'Ritam
Festival muzičkog dokumentarnog filma Dok'n'Ritam je filmski festival osnovan 2016.godine u Beogradu, festival se pre svega bavi afirmacijom i popularizovanjem muzičkog dokumentarca, kao novog podžanra dokumentaristike u Srbiji. Festival ima glavni program koji je takmičarskog tipa, tokom kojeg  tročlani  stručni žiri bira najbolji film, i revijalni program prilikom koga se organizuju projekcije filmova ovog žanra, tribine, promocije knjiga, koncerti i sličan umetničko edukativni sadržaj.

## Istorijat
Festival je nastao u junu 2016. godine u Beogradu, autor projekta je Sandra Rančić (umetnička direktorka i selektorka festivala) koja je i osnivač festivala kao i Igor M. Toholj (selektor i programski direktor festivala). Festival je prve tri godine održavan u prostorijama Doma Kulture Studntski Grad(DKSG),  da bi se od 2019. godine proširio  na  još dve lokacije u Dom Omladine Beograda i prostorijama Dorćol Platz. Festival je koncipiran tako da svaka godina ima svoju tematiku i poseban naziv u skladu sa godinom tokom koje se odžava.
- 2016. Prvi D'n'R „Dnr  je naš Dnk #Dokumenti Našeg Ritma”
- 2017.  Drugi D'n'R „Dok je ritma, Dok'n'Ritam”
- 2018.  Treći D'n'R „Eklektika je naš stil”
- 2019.  Četvrti D'n'R „Mi smo na putu, mi pravimo put”
- 2020.  Peti D'n'R  „Čista Petica (u vremenu ko-vidljivom)”
- 2021. Šesti D'n'R  „ŠesTO čulo”[3]
- 2023  Sedmi D'n'R "#koordinateantiratne
- 2024. Osmi D'n'R. "Dok'n'Ritam za večnost"

Do 2020. godine je u okviru festivala prikazano više od 100 filmova ukupno, od čega su oko 60 naslova bile premijerne projekcije, održano je 13 koncerata, promovisano je više od 25 muzičkih knjiga, i festival je bio domaćin preko 60 umetnika iz osam država.
Od 2016. godine festival je podržan od strane velikog broja javnih ličnosti i umetnika, od kojih su neki:
- Sara Renar
- Srđan Gojković Gile
- Rambo Amadeus
- KKN
- Zabranjeno Pušenje
- Boris Leiner (Azra)
- grupa S.T.R.A.H.
- Dušan Kojić Koja ( Disciplina kičme)
- Mile Kekin
- Kornelije Kovač
- Dragoljub Đuričić
- E-Play,
- Dejan Cukić
- Darko Rundek
- Momčilo Bajagić
- Mario Knezović ( Zoster)
- Vlada Džet

Festival je 2019. godine uveo dve nove celine:

###### Zemlja u fokusu
Zemlja u fokusu je deo festivala tokom kojeg se realizuju projekcije muzičkih dokumentaraca iz inostranstva. Do sada su u ovom delu festivala učestvovali filmovi iz Bugarske, Grčke i Severne Makedonije.

###### Koncert Novi DnR
Novi DnR odnosno - Novi dokumenti našeg ritma je projekat festivala koji je nastao u saradnji sa Bunt Rok Festivalom, saradnja je osmišljena tako da se organizuju koncerti novih muzičkih autora, prema izboru BRF, čiji koncerti zabeleženi kamerom postaju Novi dokumenti našeg ritma ( Novi DnR).
Unutar festivala organizovani su i prateći programi: Notabook koji se bavi promocijom i predstavljanjem muzičkih knjiga, i sekcija Work in Progress koja je posvećena muzičkim dokumentarnim filmovima domaće produkcije.

#### Notabook program
2016.
- Rundek između, Ante Perković
- Jugoton gori, Marko Pogačar
- Kako smo propevali, Ivan Ivačković
- Soba ogledala - Džimi Hendiks, Čarls Kros
- Moja kći Ejmi, Mič Vajnhaus

2017.
- Godine na 6, Vlada Janković Džet
- Riders of the Storm – Jim Morrison ( Moj život s Da Dž. Morisonom i grupom The Doors), John Densmore
- Born to Run – Bruce Springsteen
- Prince, Matt Thorne
- Kosa anđela – Kurt Kobejn
- Kada kažeš da sam tvoj, Goran Skrobonja

2018.
- Tvornica glazbe- Priče iz Dubrave 1, Siniša Škarica
- Antikvarnica snova, Želimir Altarac Čičak
- Idoli i Poslednji dan, Ana Maria Grbić
- Ključ bubnja Tama- memoari yu rock pevačice, Amila Sulejmanović
- Životi pesnika ( s gitarom), Ray Robertson

2019.
- Život sa Idi(j)otima, Nenad Marjanović Dr. Fritz
- Našao sam dobar bend, Boris Hrepić
- Road to Woodstock, Michael Lang
- Pamtite me po pjesmama mojim –Duško Trifunović, Bogica Mijatović
- Trenutak koji čekam, Miroslav Dimić
- Muzika & muabeti, Nenad Georgievski

2020.
- Bunt dece socijalizma, Dušan Vesić
- Pola veka subotičke popularne muzike, Tihomir Mišić
- Sve bio je ritam, Boris Leiner

## Takmičarski deo
U takmičarskom delu festivala tročlani žiri, koji je tradicionalno u sastavu reditelj, filmski kritičar, i muzičar, nagrađuje pobednički film glavnom nagradom koja se sastoji od replike skulpture vajara Vitolda Košira i nagradnog fonda FCS i donatora - sponzora.

#### Dosadašnji pobednici
2016.
- Poslednjih 100 (Morana Komljenović, Hrv) nagrada stručnog žirija
- Rock'n'War ( Damir Pirić, BIH) 2016, nagrada publike
- Spec.mention : Maske Slobodana Tišme ( Brankica Drašković, Srb) Slozuvalka ("Slagalica", Aleksandar Kovilovski, Severna Makedonija)

2017.
- LP Pljuni istini u oči Buldožer
- ( Igor Bašin, Slo) najbolji film u međunarodnoj konkurenciji
- Najvažniji dečko na svetu (Tea Lukač, Srb) domaća konkurencija, nagrada stručnog žirija
- No Smoking in Sarajevo (Gianluca Lofreddo, Ita/BiH) nagrada publike

2018.
- Moj svet naopačke (Petra Seliškar, Slo) najbolji film u medjunarodnoj konkurenciji
- Zarobljeno vreme, priča o Peci Popoviću (Milan Nikodijević, Srb)
- domaća konkurencija, nagrada stručnog žirija
- Pobednici su dosadni ( Olja Miletić, Srb) nagrada publike
- Spec. mention: Charlatan Magnifico ( Manjifiko, Maja Šablon, Slo) ,Nedovršena simfonija ( Olivera Miloš Todorović, Srb)

2019.
- Thee Band (Ladislav Kaboš, CZE) nagrada stručnog žirija
- Putnici (Tina Šimurina, Hrv) nagrada publike
- Spec.mention: Rainey ( Miloš Tasić, Srb)

2020.
- Indexi ( Zoran Kubura / Bojan Hadžiabdić, BIH) * Svetska premijera na dan rođenja Davorina Popovića, 23.9.
- Nagrada stručnog žirija i nagrada publike
- Spec. mention :  Viktorija, 15 ( Mina Petrović, Srb)